# 斐迪南四世 (托斯卡納)
斐迪南四世（義大利語：Ferdinando Salvatore Maria Giuseppe Giovanni Battista Francesco Lodovico Gonzaga Raffaele Ranerio Gennaro，1835年6月10日—1908年1月17日），末代托斯卡納大公。

## 生平
斐迪南是托斯卡納大公利奧波多二世的長子。1859年，由於第二次義大利獨立戰爭爆發，托斯卡納大公一家流亡奧地利。利奧波多二世於當年7月退位，將大公之位讓給斐迪南；然而，斐迪南從未能回到佛羅倫斯；8月16日，托斯卡納國會正式廢除了君主制。當年12月，托斯卡納與帕爾馬公國、摩德納和雷焦公國共同組成中義大利聯合省，並於1860年3月併入薩丁尼亞王國。
1908年，斐迪南於薩爾茨堡逝世，由次子約瑟夫·斐迪南繼承大公頭銜。

## 家庭
1856年，斐迪南與薩克森國王約翰的女兒安娜·瑪麗亞結婚，有一個女兒：
- 瑪麗亞·安東妮埃塔（1858年—1883年），終生未婚

安娜於1859年逝世。1868年，斐迪南與波旁-帕爾馬的艾莉絲結婚，共有5子5女：
- 利奧波德·斐迪南（1868年—1935年），1902年因貴賤通婚而放棄繼承權
- 路易絲（1870年—1947年），薩克森王儲妃
- 約瑟夫·斐迪南（1872年—1942年），1908年繼承父親成為托斯卡納大公繼承人，1921年因貴賤通婚而放棄頭銜
- 彼得·斐迪南（1874年—1948年），1921年繼承哥哥成為托斯卡納大公繼承人
- 海因里希·斐迪南大公（1878年—1969年），後成為奧地利將軍
- 安娜·瑪麗亞·特蕾莎（1879年—1961年），與霍恩洛厄-巴滕施泰因的約翰尼斯結婚
- 瑪格麗塔（1881年—1965年）
- 日耳曼娜（1884年—1955年）
- 羅貝托·薩爾瓦多（1885年—1895年），早逝
- 阿格妮絲·瑪麗亞（1891年—1945年）